# 사타케 요시시게 (1547년)

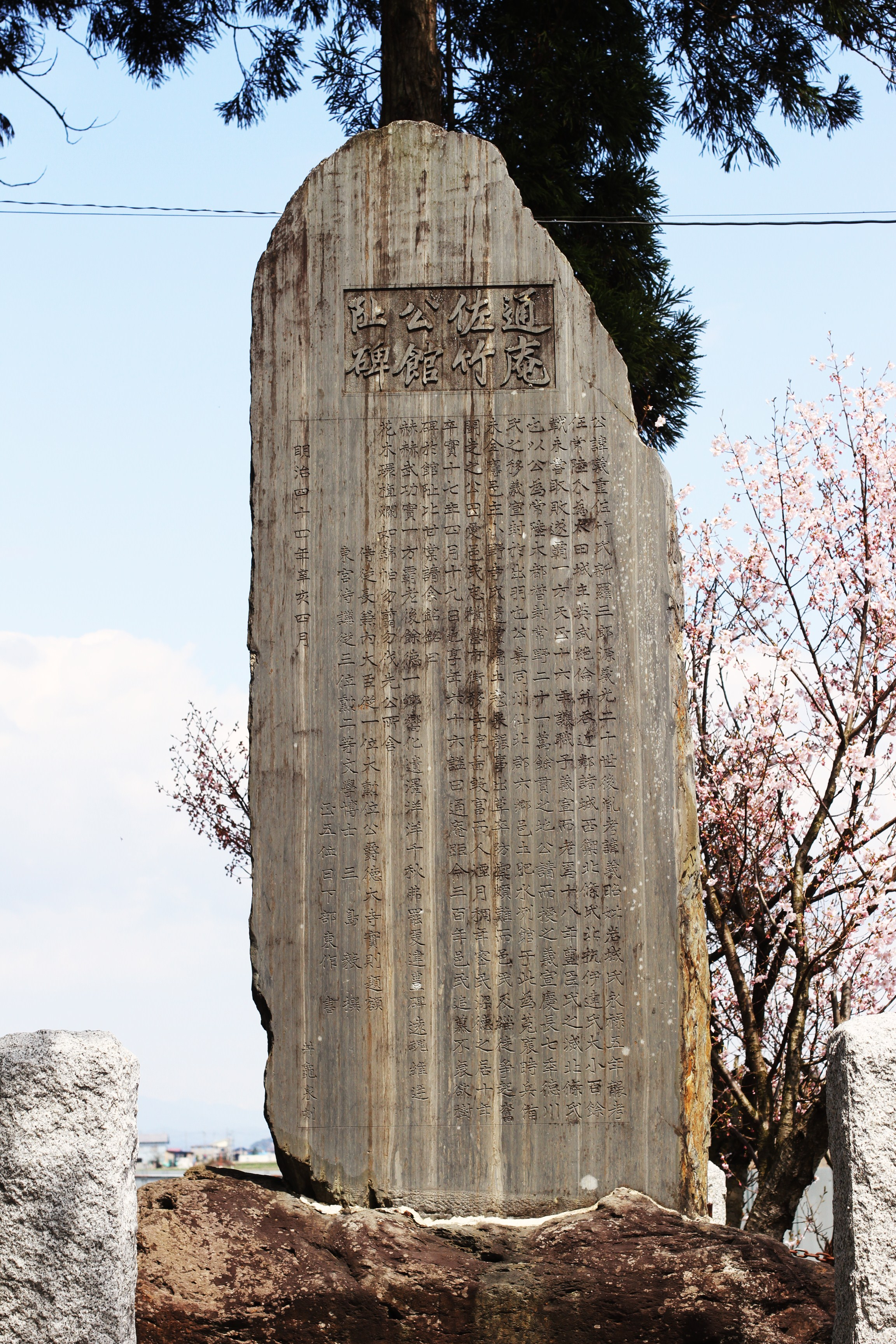

사타케 요시시게(일본어: 佐竹義重 さたけ よししげ[*], 덴분 16년 음력 2월 16일(1547년 3월 7일) ~ 게이초 17년 음력 4월 19일(1612년 5월 19일))는 센고쿠 시대와 아즈치모모야마 시대에 걸쳐 활약한 무장으로, 히타치의 센고쿠 다이묘이다.
본성은 겐지. 세이와 겐지의 일가인 가와치 겐지의 하치만타로 요시이에(八幡太郎義家)의 동생 미나모토노 요시미쓰의 자손에 해당하는 명족으로 히타치 슈고인 사타케가의 제 18대 당주이다. 제17대 당주 사타케 요시아키의 적남으로, 정실은 다테 하루무네의 딸이다.
영내의 금광에 최신 기술을 도입하여 풍부한 자금을 확보하고, 간토 제일의 철포대를 자랑하며 고호조씨와 간토의 제패를 다투며 사타케 가의 전성기를 일구어낸 명장이다.

## 인물·일화
- 요시시게는 지용에 뛰어났다고 한다. 일찍이 호조군과 싸웠을 때 7명의 적을 한순간에 베었다고 하여, 귀신 사타케(鬼義重)·반도타로(坂東太郎, 간토 제일이라는 의미)라는 이명으로 불리며 경외받았다.
- 어렸을 때부터 총명하였던 듯, 10살 쯤에는 아버지를 대신하여 실제 정무를 봤다는 사실을 입증하는 편지가 남아있다. 또한 에이로쿠 8년(1565년)에는 유랑하던 쇼군 아시카가 요시아키(足利義昭)로부터 지원을 요청하는 밀서가 오는 등 중앙에까지 그 이름이 알려져 있었다.
- 귀신 사타케라는 별명이 원인인지 모르겠으나, 요시시게의 초상화는 갑주밖에 그려져있지 않다.
- 취침시에 요를 사용하지 않고, 얇은 천만을 깔고 잤다는 일화가 있다. 데와로 전봉되었을 때, 아들 요시노부(義宣)가 추운 북국의 기후를 걱정하여 잠옷과 요 등을 보내와 한 번 써보았으나, 결국 마음에 들지 않아 쓰지 않았다고 한다.
- 고소동맹(甲相同盟)이 깨져 사가미의 고호조 씨와 대결하게 된 가이의 다케다 신겐과 문서를 교환하며, 가이 겐지의 적류를 둘러싼 논의를 하였다고 한다.
- 자신의 자녀를 아시나 가문(蘆名氏)등 근처의 다이묘의 양자로 들여보내, 교묘하게 세력을 확대하였다.
- 전투 때 미남자 아시나 모리타카(蘆名盛隆)에게 한 눈에 반해, 주종이 의기투합하였다는 속설이 있으나, 사실여부는 불명.
- 우에스기 데루토라(후의 겐신)에게 명도 비젠사부로구니무네(備前三郎国宗)를 받았다. 후에 이것을 아들 요시노부에게 물려주자 요시노부는 칼 끝을 깎아내어 와키자시로 만들어 버렸는데, 애도가였던 요시시게는 이 사실을 알고 한탄하였다고 한다.

| 전임 사타케 요시아키 | 제18대 사타케씨 당주 1562년 ~ 1589년 | 후임 사타케 요시노부 |